# The Young Turks
The Young Turks (TYT) é um programa de comentários de notícias progressista americano no YouTube que também é transmitido em canais de televisão selecionados. O TYT serve como o principal programa da TYT Network, uma rede multicanal de séries da web associadas com foco em notícias e eventos atuais. O programa cobre política, estilo de vida, cultura pop, ciência, esporte e outros tópicos sociais. Foi fundado por Cenk Uygur(en), Ben Mankiewicz(en) e Dave Koller em 2002.  
Atualmente é co-apresentado por Uygur e Ana Kasparian(en), também é frequentemente acompanhado por vários outros colaboradores em estúdio. The Young Turks começou como um programa de rádio que estreou em 14 de fevereiro de 2002, na Sirius Satellite Radio antes de lançar uma série na internet em 2005 no YouTube.
Além de ser transmitido na rede TYT e no YouTube, também está disponível no Amazon Prime Video, iTunes, Hulu, Roku, na Pluto TV por meio de um feed de 24 horas e nas plataformas de mídia social Instagram, Facebook e Twitter.
The Young Turks é o talk show de notícias e política online mais antigo.

## Controvérsias
O nome do programa The Young Turks foi criticado devido ao movimento político de mesmo nome Jovens Turcos no Império Otomano ter sido responsável por cometer o genocídio armênio, o genocídio assírio e o genocídio grego. Alex Galitsky, que trabalha para o Comitê Nacional Armênio da América, afirmou: "Se um grupo decidisse se autodenominar os Jovens Nazistas e se apresentasse como um disruptor ou veículo de notícias anti-establishment, as pessoas ficariam indignadas com razão".

## Ativismo político
O TYT se promove como a "Casa dos Progressistas". O canal referencia notícias de fontes tradicionais e fornece sua própria análise de conteúdo, conectando-o a diferentes narrativas e discursos relacionados às realidades sociais de seu público. Os comentários da rede geraram contra-narrativas em relação às discussões políticas tradicionais.  Ao se envolver com movimentos sociais, a emissora convocou seu público a fazer parte de seu "exército TYT". A rede usa suas plataformas para advocacy, como convocar seu público a participar do processo político e dar apoio a candidatos progressistas como Bernie Sanders e Alexandria Ocasio-Cortez nas eleições americanas de 2016 e 2020.